# Kamel Daoud
Kamel Daoud, in arabo كمال داود (Mostaganem, 17 giugno 1970), è uno scrittore e giornalista algerino.

## Biografia
Daoud è nato a Mostaganem, primogenito di sei figli in una famiglia musulmana di madrelingua araba. Ha studiato Letteratura francese all'Università di Orano.
È padre di due figli, un maschio e una femmina, a cui ha dedicato il suo romanzo d'esordio.. Ha divorziato da sua moglie nel 2008, dopo che a causa della sua radicalizzazione religiosa aveva iniziato a indossare l'hijab.
Ha iniziato la carriera come giornalista nel 1994, nel Le Quotidien d'Oran, giornale algerino in lingua francese su cui dal 1997 pubblica una sua rubrica, intitolata "Raina raikoum" ("La nostra opinione, la vostra opinione"). È stato redattore capo del giornale per otto anni. Una selezione dei suoi articoli dal 2010 al 2016 è stata raccolta nel libro Le mie indipendenze, pubblicato nel 2017.
Nel 2013 ha pubblicato il suo romanzo d'esordio Il caso Meursault, grazie al quale ha vinto il Premio Goncourt opera prima.
Nel 2024 ha vinto il Premio Goncourt con il suo romanzo Houris che tratta della guerra civile algerina.

## Opere

### Racconti
- La prefazione del negro (2008)

### Romanzi
- Il caso Meursault (2013)
- Zabor o I salmi (2017)
- Houris (2024)

### Saggi
- Le mie indipendenze (2017)
- Il pittore che divora le donne (2018)